# Gilbert Colgate
Gilbert Bayard Colgate Jr. (ur. 21 grudnia 1899 w Nowym Jorku, zm. 9 października 1965 tamże) – amerykański bobsleista.
Gilbert Colgate był prawnukiem założyciela Colgate-Palmolive Company. W 1922 ukończył studia na Uniwersytecie Yale. Pomagał w prowadzeniu rodzinnej instytucji. Założył także i był prezesem Colgate-Larsen Aircraft Co. W 1936 wystartował na Zimowych Igrzyskach Olimpijskich 1936 w bobslejach. Razem z Richardem Lawrence’em zdobył brązowy medal w dwójkach.